# Angelo Ricasoli
Angelo Ricasoli (Firenze, XIV secolo – Arezzo, novembre 1403) è stato un vescovo cattolico italiano, vescovo di Firenze tra il 1369 e il 1382.

## Biografia
Di origine fiorentina, divenne prima vescovo di Sora, poi di Aversa, da dove fu promosso sicuramente con l'influenza del suo predecessore Pietro Corsini, divenuto nel frattempo cardinale. Fu caritatevole verso alcune istituzioni e comunità religiose: è documentata per esempio una donazione del 1389 a San Miniato al Monte a la nomina della Chiesa di San Michele in Orto come beneficiaria universale dei suoi beni dopo la sua morte.
Si trovò suo malgrado nel mezzo della "guerra degli otto santi", durante la quale la città ricevette un'interdizione papale.
La sua figura fu considerata troppo defilata rispetto alla fedeltà richiesta dal papa, in una difficile situazione tra Urbano VI e la città.
Si scatenarono presto accuse contro di lui presso la curia papale, che non mancarono di sollevarlo presto dall'incarico, venendo designato alla diocesi di Faenza.
Divenne poi sessantasettesimo vescovo di Arezzo fra il 1391 e il 1403, dove viene ricordato per l'acquisto della Godiola, una grande villa subito fuori città.
Alla sua scomparsa, avvenuta nel novembre del 1403 fu sepolto nella chiesa dei frati minori a Montevarchi e una parte dei suoi beni finanziò anche la compagnia assistenziale del Bigallo.